# Popowia greveana
Popowia greveana (Baill.) Ghesq. – gatunek rośliny z rodziny flaszowcowatych (Annonaceae Juss.). Występuje endemicznie na Madagaskarze. 

## Morfologia
PokrójZimozielony krzew lub zdrewniałe liany.
LiścieMają kształt od podłużnego do podłużnie eliptycznego. Mierzą 7–12 cm długości oraz 3–4,5 cm szerokości. Nasada liścia jest rozwarta. Blaszka liściowa jest o tępym lub spiczastym wierzchołku. Ogonek liściowy jest nagi i dorasta do 4 mm długości.
KwiatySą pojedyncze, rozwijają się w kątach pędów. Działki kielicha mają owalnie trójkątny kształt i dorastają do 2–3 mm długości. Płatki mają owalny kształt, są owłosione, osiągają do 3–5 mm długości, różnią się od siebie.
OwocePojedyncze mają podłużny kształt, zebrane po 10–12 w owoc zbiorowy. Są osadzone na szypułkach. Osiągają 15 mm długości i 10 mm szerokości.

## Biologia i ekologia
Rośnie w suchych miejscach – lasach oraz na terenach piaszczystych. Występuje na wysokości do 500 m n.p.m.